# Адамово (Бродницький повіт)
Адамово (пол. Adamowo, нім. Adamsdorf) — село в Польщі, у гміні Яблоново-Поморське Бродницького повіту Куявсько-Поморського воєводства.
Населення — 126 осіб (2011).
У 1975-1998 роках село належало до Торунського воєводства.

## Демографія
Демографічна структура станом на 31 березня 2011 року:
|          | Загалом | Допрацездатний вік | Працездатний вік | Постпрацездатний вік |
| -------- | ------- | ------------------ | ---------------- | -------------------- |
| Чоловіки | 67      | 19                 | 45               | 3                    |
| Жінки    | 59      | 15                 | 35               | 9                    |
| Разом    | 126     | 34                 | 80               | 12                   |